# Psaliodes castanea
Psaliodes castanea là một loài bướm đêm trong họ Geometridae.